# Fléville
 Fléville  es una población y comuna francesa, en la región de Champaña-Ardenas, departamento de Ardenas, en el distrito de Vouziers y cantón de Grandpré.
Está integrada en la Communauté de communes de l'Argonne Ardennaise.

## Demografía
| 269 | 293 | 307 | 334 | 470 | 423 | 450 | 487 | lac. | lac. | 480 | 473 | 439 | 400 | 362 | 409 | 396 | 358 | 329 | 300 | 247 | 214 | 213 | 242 | 180 | 176 | 146 | 148 | 118 | 113 | 108 | 102 | 99 |
| Para los censos de 1962 a 1999 la población legal corresponde a la población sin duplicidades (Fuente: INSEE [Consultar]) |     |     |     |     |     |     |     |      |      |     |     |     |     |     |     |     |     |     |     |     |     |     |     |     |     |     |     |     |     |     |     |    |